# 斯坦菲尔德狸藻
斯坦菲尔德狸藻（学名：Utricularia stanfieldii）为狸藻属一年生陆生食虫植物。其种加词“stanfieldii”来源于英国植物采集者D·P·斯坦菲尔德（D. P. Stanfield）。斯坦菲尔德狸藻为非洲热带西部的特有种，存在于科特迪瓦、利比里亚、尼日利亚、塞拉利昂及多哥。

## 外部連結
维基共享资源上的相關多媒體資源：斯坦菲尔德狸藻
 維基物種上的相關：斯坦菲尔德狸藻